# Loris (género)
Los loris esbeltos (Loris) son un género de Lorisinae nativo de la India y Sri Lanka.

## Hábitat
Los loris esbeltos se encuentran en selvas tropicales, matorrales, bosques caducifolios y pantanos.

## Otros nombres
El loris esbelto es conocido como "Kutti thevangu" en Tamil y "Unahapuluwa" en Sri Lanka. 

## Amenazas
A lo largo de la región occidental de Tamil Nadu, existe una fuerte restricción en la caza furtiva de loris esbeltos.  Los loris esbeltos están expuestos al contrabando ilegal de mascotas exóticas, en auge en la región, con lo que existe un riesgo real para su desarrollo.

## Especies
Existen dos especies conocidas:
- El Loris esbelto rojo, Loris tardigradus.

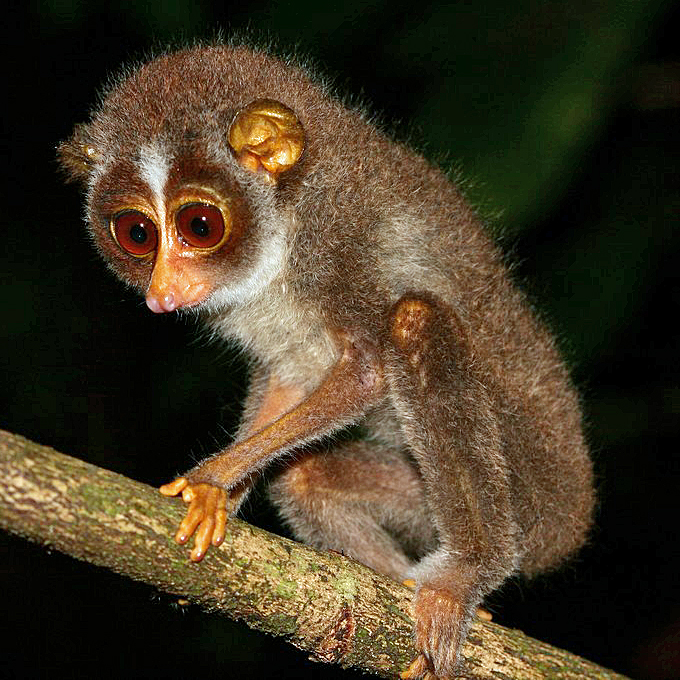
Loris esbelto rojo.

- El Loris esbelto gris, Loris lydekkerianus

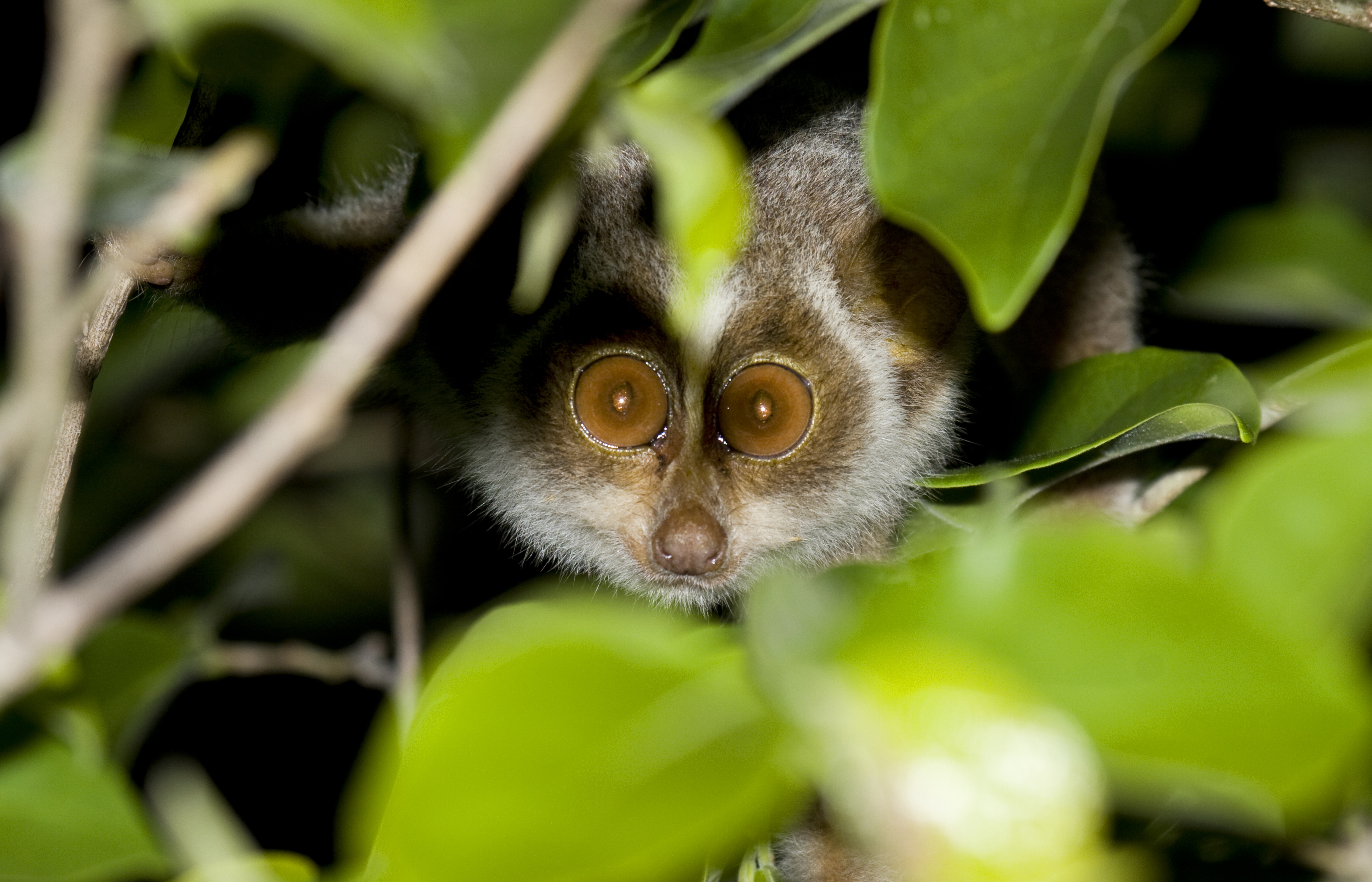
Loris esbelto gris

Algunas fuentes sólo reconocen una sola especie, Loris tardigradus y nombran al Lydekkerianus como subespecie del Tardigradus.